# Sylvain Claudius Goy
Sylvain Claudius Goy est un chef français connu pour avoir créé le croissant moderne.
En 1915, il présente dans son livre La Cuisine anglo-américaine la première recette du croissant utilisant une pâte levée feuilletée.